# エレン・デイ・ヘール
エレン・デイ・ヘール（Ellen Day Hale、1855年2月11日 - 1940年2月11日）は、アメリカ合衆国の女性画家である。

## 略歴
マサチューセッツ州のウースターに生まれた。父親のエドワード・エヴァレット・ヘール（1822-1909）はボストン・ブラーミン（Boston brahmin）と呼ばれる名門家族の出身の聖職者、著述家で上院議員も務めた人物である。5人の弟がいて、フィリップ・レスリー・ヘール（Philip Leslie Hale:1865-1931)も印象派の画家として知られ、 ハーバート・ヘール(Herbert Dudley Hale:1866-1908)は、有名な建築会社、Hale and Rogersの経営者となった。
母方の祖母のメアリー（Mary Foote Beecher: 1805–1900）は有名なビーチャー家の出身で祖母の妹に有名な作家のハリエット・ビーチャー・ストウがいる。おばに水彩画家のスーザン・ヘール（Susan Hale:1833-1910)がいて、いとこには「黄色い壁紙」などの作品を書いた作家のシャーロット・パーキンス・ギルマンもいる。
1873年からボストンの彫刻家、画家のウィリアム・リマー（William Rimmer）の個人教授を受け、1874年にはボストンの私立の美術学校でウィリアム・モリス・ハントやノールトン（Helen M. Knowlton:1832-1918）にも学んだ。
1878年からフィラデルフィアのペンシルベニア美術アカデミーでトマス・エイキンズ（Thomas Eakins）に学んだ。1881年にはノールトンとベルギー、オランダ、イタリア、イギリス、フランスを旅し、ベルギーとフランスでは、フランスに留学にする遠い親戚の女性画家、マーガレット・レスリー（Margaret Lesley Bush-Brown:1857–1944）に同行した。パリでは彫刻家のエマニュエル・フレミエに学び、アカデミー・コラロッシで学んだ。1882年9月にロンドンの王立美術院でしばらく学んだ後、パリに戻り、アカデミー・ジュリアンで3年間、トニ・ロベール＝フルーリーやジュール・ジョゼフ・ルフェーブル、ウィリアム・アドルフ・ブグローに学んだ。
アメリカで知り合っていた、画家、版画家のガブリエル・クレメンツ（Gabrielle D. Clements:1858–1948）が1884年にパリに移ってきて、アカデミー・ジュリアンに入学した。1885年に２人は、サロン・ド・パリに出展した。その後2人は協力してアメリカ合衆国で活動していくことになった。

## 作品

Market Day
A summers day
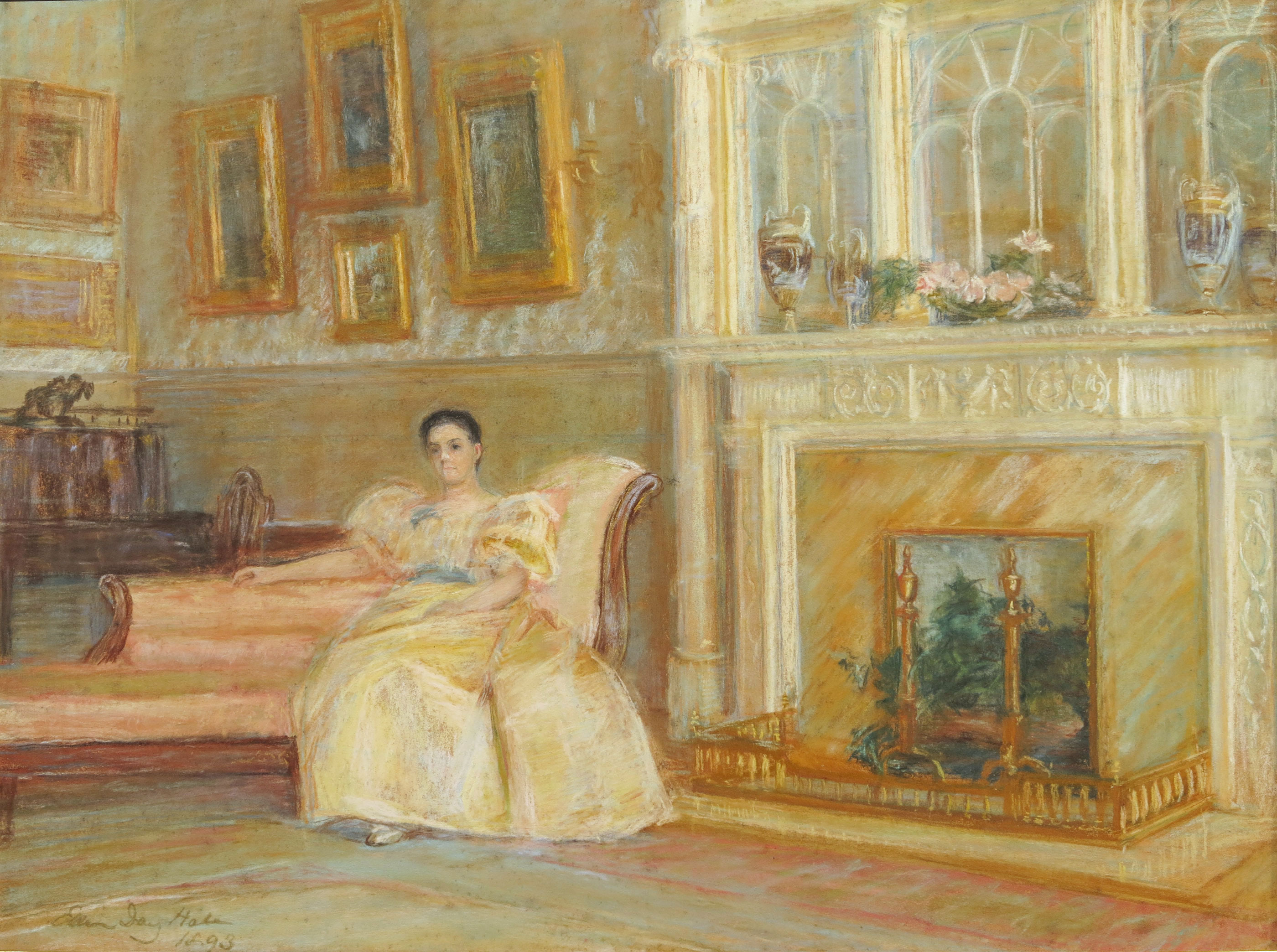
Portrait of Mrs. Davenport(1893)

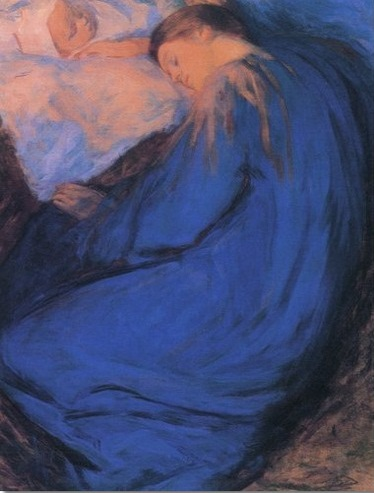
traquillity(1900)
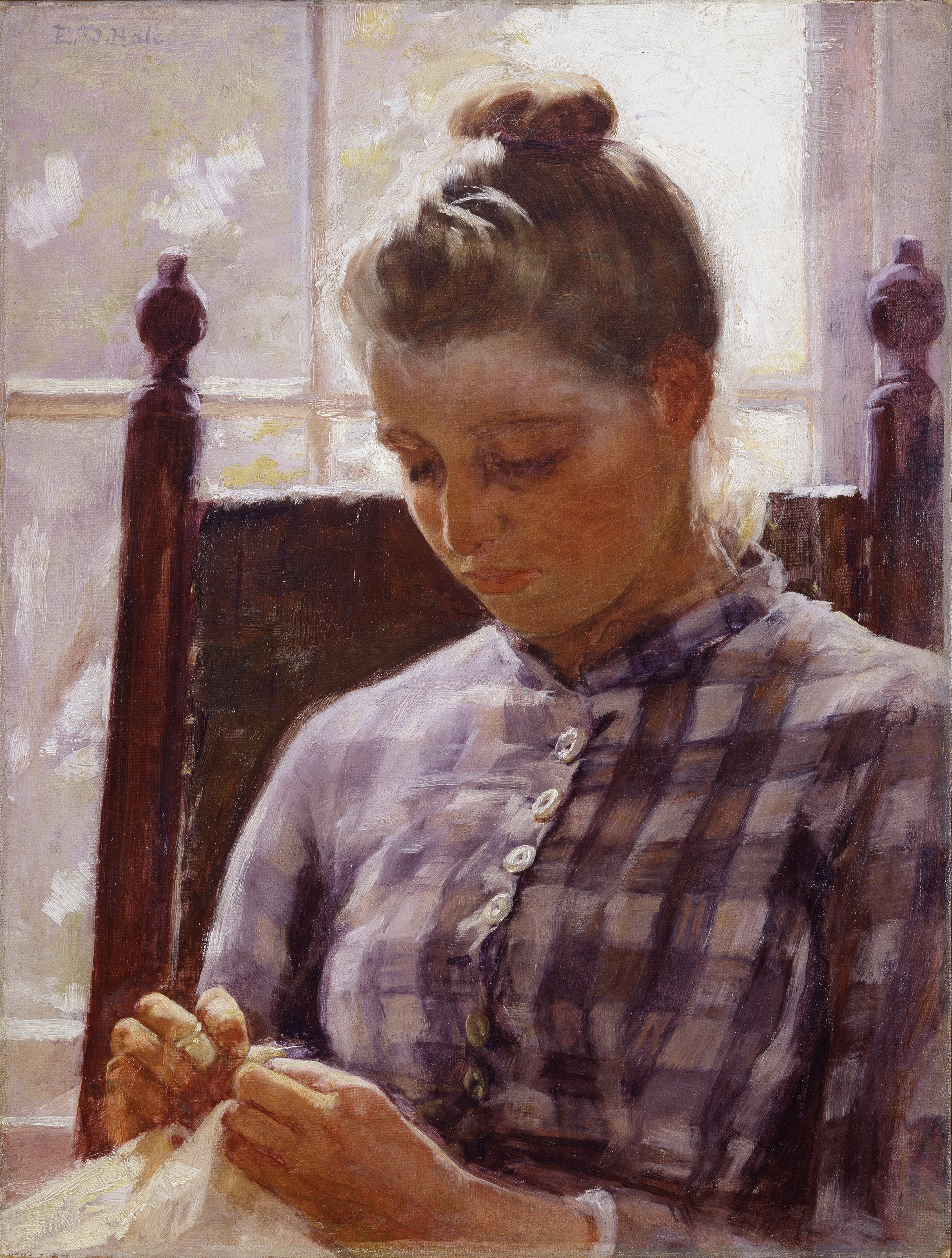
June
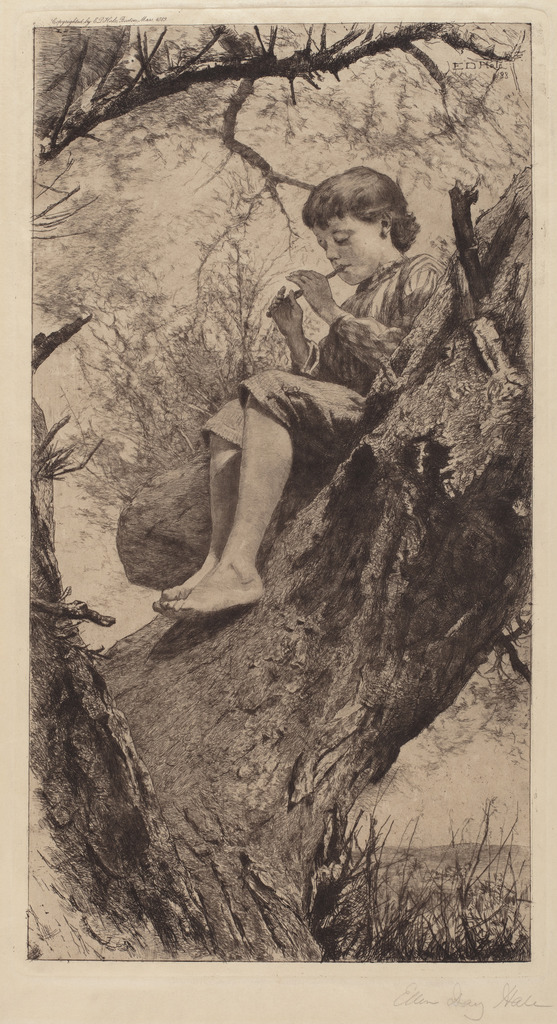
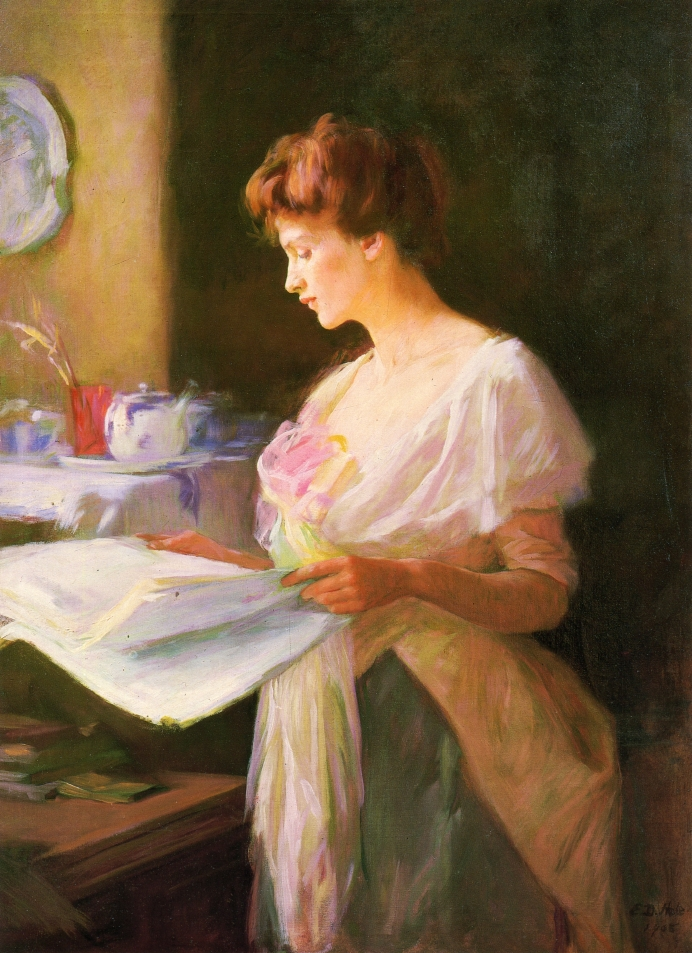
朝のニュース (1905)